# Список серій аніме «Touch»
Touch (яп. タッチ, Tatchi, Дотик) — 101-серійний аніме-телесеріал, який транслювався на Fuji TV в Японії з 24 березня 1985 року по 22 березня 1987 року. Він мав один з найвищих рейтингів аніме-телевізійних шоу в Японії, серії якого постійно мали рейтинг в 30+ відсотків. В опитуванні TV Asahi 2005 року про 100 найкращих анімаційних телевізійних серіалів Touch посів дев’яте місце.
Серіал розповідає історію близнюків Тацуї та Кадзуї Уесугі, які живуть по сусідству з Мінамі Асакурою. Їхні батьки побудували між своїми будинками ігровий будиночок, щоб діти могли гратися там разом. Коли вони підросли, то помітили, що одна з них (Мінамі) — дівчинка. Історія починається, коли вони навчаються в молодших класах середньої школи, незадовго до того, як вони закінчують її і переходять до старшої школи.

## Список серій
| №   | Назва | Дата виходу       |
| --- | --- | ----------------- |
| 1   | Неважливо, що говорять. Ми близнюки! ' «Dare ga nanto iō to oretachi futago desu!! » (誰がなんと言おーとオレたち双子です!! )                                                                             | 24 березня 1985   |
| 2   | Жіноча інтуїція. На мій погляд, у Тацуї талант. ' «Onna no chokkan! Chotchi kininaru Tatsuya no sainō » (女の直感!チョッチ気になる達也の才能 )                                                           | 31 березня 1985   |
| 3   | Несподівано вперше на полі! Створюю неприємності від імені Кадзуї!? ' «Omowazu hatsutōban! Kazuya no namae de osawagase!? » (思わず初登板!和也の名前でお騒がせ!? )                                       | 7 квітня 1985     |
| 4   | Ти бачив чи ні? Щоденник Мінамі! ' «Mita ka? Minai ka? Minami no nikki!! » (見たか?見ないか!?南の日記!! )                                                                                                | 14 квітня 1985    |
| 5   | Гаряча передача естафетної палички! Не пропусти фінішну межу!? ' «Nekketsu baton tatchi! Gōru wa seikaku ni ne!? » (熱血バトンタッチ!ゴールは正確にネ!? )                                                | 21 квітня 1985    |
| 6   | Чи справді чутки правдиві!? Сім'ї Мінамі та Кадзуї в занепокоєнні. ' «Uwasa wa hontō!? Minami to Kazuya no kininaru kankei » (ウワサは本当!?南と和也の気になる関係 )                                     | 28 квітня 1985    |
| 7   | Це правда!? Весілля Тацуї та Мінамі!? ' «E honto!! Tatsuya to Minami ga kekkon shichau!? » (えッホント!!達也と南が結婚しちゃう!? )                                                                       | 5 травня 1985     |
| 8   | Тацуя відіб'є! Брат проти брата на повному серйозі?! ' «Tatsuya uchimasu!! Honki de kyōdai taiketsu » (達也打ちます!!ホンキで兄弟対決!? )                                                                | 12 травня 1985    |
| 9   | Небезпечна дружба Тацуї та Харади! ' «Tatsuya to Harada-kun no abunai yūjō! » (達也と原田クンのア·ブ·ナ·イ友情! )                                                                                        | 19 травня 1985    |
| 10  | Усі в занепокоєнні. Але це, безсумнівно, схоже на учнів старшої школи! ' «Minna nayande kibun wa sukkari kōkōsei desu! » (みんな悩んで気分はすっかり高校生デス! )                                        | 26 травня 1985    |
| 11  | Тримайся, бейсбольний клуб! Серце Тацуї вагається! ' «Kitare yakyūbu! Bimyō ni yureru Tatsuya no kokoro!! » (来たれ野球部!微妙に揺れる達也の心!! )                                                       | 2 червня 1985     |
| 12  | Перший тренувальний матч! Блискучий Кадзуя та слабовільний Тацуя?! ' «Hatsu renshū! Hatsuratsu Kazuya to yoreyore Tatsuya!? » (初練習!ハツラツ和也とヨレヨレ達也!? )                                     | 9 червня 1985     |
| 13  | Кадзуя схвильований! Закоханий тюхтій, Котаро. ' «Kazuya shinpai desu! Koi no suranpu Kōtarō-kun » (和也心配です!恋のスランプ孝太郎くん )                                                                | 16 червня 1985    |
| 14  | Тривога? Мінамі та Кадзуя — найкраща пара!? ' «Fuman desu? Minami to Kazuya wa besuto kappuru!? » (不満です?南と和也はベストカップル!? )                                                                 | 23 червня 1985    |
| 15  | Неприємна подія! Тацуя вдарив Мінамі! ' «Kore wa jiken desu! Tatsuya ga Minami o hirateuchi!! » (これは事件です!達也が南を平手打ち!! )                                                                   | 30 червня 1985    |
| 16  | Це боляче! Серце Кадзуї лимонного кольору! ' «Setsunai ne! Kazuya no hāto wa remon iro! » (せつないネ!和也のハートはレモン色! )                                                                          | 7 липня 1985      |
| 17  | Перший поцілунок! Від Мінамі з любов'ю!? ' «fāsuto kisu! Minami yori ai o komete!? » (ファースト·キス!南より愛をこめて!? )                                                                               | 14 липня 1985     |
| 18  | Почуття Тацуї заплутані! ' «Tatsuya no kimochi wa chotto fukuzatsu desu! » (達也の気持ちはちょっとフクザツです! )                                                                                        | 21 липня 1985     |
| 19  | Забути чи ні!? Дорогоцінний спогад двох людей. ' «Wasuretai wasurenai!? Futari no daiji na omoide » (忘れたい忘れない!?二人の大事な思い出 )                                                              | 4 серпня 1985     |
| 20  | Що робити? Доброта Тацуї не досягає мети! ' «Dōsuru no? Tatsuya no yasashisa surechigai!! » (どーするの?達也の優しさすれちがい!! )                                                                       | 11 серпня 1985    |
| 21  | Каттян і далі буде прагнути на Кошіен заради Мінамі. ' «Soredemo Katchan wa Minami no tame ni Kōshien » (それでもカッちゃんは南のために甲子園 )                                                          | 18 серпня 1985    |
| 22  | Нарешті, серйозна гра! Кадзуя проти Терасіми! ' «Iyoiyo purei bōru! Kazuya tai Terashima! » (いよいよプレーボール!和也VS寺島! )                                                                          | 25 серпня 1985    |
| 23  | Зроби це для Мінамі! Чи вийде!? Переможний удар з любов'ю. ' «Minami ni todoke! Deruka!? Koi no gyakuten taimurī » (南に届け!出るか!? 恋の逆転タイムリー )                                               | 8 вересня 1985    |
| 24  | Ще один до Кошіена, ще одна мрія Мінамі! ' «Kōshien made ato hitotsu, Minami no yume mo ato hitotsu! » (甲子園まであと1つ 南の夢もあと1つ! )                                                             | 22 вересня 1985   |
| 25  | Найдовший день Мінамі! Прийди ж скоріше, Каттян! ' «Minami no ichiban nagai hi! Hayaku kite Katchan!! » (南の一番長い日!早く来てカッちゃん!! )                                                           | 29 вересня 1985   |
| 26  | Гра закінчена! Якщо тебе немає... ' «Shiai shūryō! Kimi ga inakereba... » (試合終了!君がいなければ... )                                                                                                  | 6 жовтня 1985     |
| 27  | Занадто коротке літо... Прощання з Каттяном! ' «Mijikasugita natsu ... Katchan ni sayonara! » (短かすぎた夏...カッちゃんにさよなら! )                                                                    | 13 жовтня 1985    |
| 28  | Бейсбольний клуб без аса... ' «Ēsu no inai yakyūbu nante... » (エースのいない野球部なんて... ) | 20 жовтня 1985    |
| 29  | Що? Доброму Таттяну бокс не підходить!? ' «Are? Yasashī Tatchan bokusā shikkaku!? » (アレ?優しいタッちゃんボクサー失格!? )                                                                               | 27 жовтня 1985    |
| 30  | Форма з першим номером. Якщо я спробую, то все вийде! ' «Eikō no sebangō 1 yatte yarenai wake wa nai » (栄光の背番号1やってやれない訳はない )                                                            | 3 листопада 1985  |
| 31  | Сильний Тацуя, але точність кульгає. ' «Gōwan Tatsuya! Demo kontorōru ga kadai desu » (剛腕達也!でもコントロールが課題です )                                                                             | 10 листопада 1985 |
| 32  | Я турботлива дружина Кадзуї, але хвилююся за брата-дурника. ' «Ore wa Kazuya no koinyōbō demo kininaru baka aniki » (俺は和也の恋女房でも気になるバカ兄貴 )                                              | 17 листопада 1985 |
| 33  | Народження зірки гімнастики! Мінамі, звичайно, геній!? ' «Tanjō shintaisō no hoshi! Minami wa yappari tensai!? » (誕生新体操の星!南はやっぱり天才!? )                                                    | 24 листопада 1985 |
| 34  | Найкращий — Тацуя! Хвилювання першої гри. ' «Ganbare Tatsuya! Hara hara doki doki hatsu tōban » (がんばれ達也!ハラハラドキドキ初登板 )                                                                   | 1 грудня 1985     |
| 35  | Я так стурбований!? Мінамі в центрі уваги! ' «Nanika to shinpai!? Chikagoro uwasa no Minami-chan! » (何かと心配!?近頃ウワサの南ちゃん! )                                                                 | 8 грудня 1985     |
| 36  | Одні разом! Небезпечна ніч для Мінамі та Тацуї!? ' «Futari kiri! Minami to Tatsuya no abunai yoru!? » (2人きり!南と達也のアブナイ夜!? )                                                                  | 15 грудня 1985    |
| 37  | Табір бейсбольного клубу! Прагнемо на Косіен! ' «Mezase Kōshien! Tadaima yakyūbu gasshukuchū!! » (めざせ甲子園!ただいま野球部合宿中!! )                                                                  | 22 грудня 1985    |
| 38  | Перша гра з відбіркових! Таттян з'явився!? ' «Yosen ikkaisen! Zunōha Tatchan tōjō!? » (予選一回戦!頭脳派タッちゃん登場!? )                                                                               | 29 грудня 1985    |
| 39  | Я побачив, що ти вмієш! Крутий Нітта проти Нісімури! ' «Jitsuryoku haiken! Kūru na Nitta to Gattsu Nishimura!! » (実力拝見!クールな新田とガッツ西村!! )                                                  | 5 січня 1986      |
| 40  | Жарка дуель пітчерів! Таттян проти Нісімури. ' «Nettō nikaisen! Tatchan tai Gattsu Nishimura » (熱投2回戦!タッちゃんvsガッツ西村!! )                                                                     | 12 січня 1986     |
| 41  | Додатковий 11 інінг у дощ! Бази заповнені з двома аутами! Біжучий Нісімура. ' «Ame no enchō jūichi kai! Nishi manrui!! Battā Nishimura » (雨の延長11回!2死満塁!!バッター西村 )                           | 19 січня 1986     |
| 42  | Ще один додатковий інінг!? Він стосується Мінамі. ' «Mō hitotsu no enchōsen!? Minami o meguru shikaku kankei » (もう一つの延長戦!?南をめぐる四角関係 )                                                   | 26 січня 1986     |
| 43  | Ось це так, Тацуя ас! Нітта та Мінамі разом!? ' «Yureru ēsu Tatsuya!! Nitta to Minami ga kyūsekkin!? » (揺れるエース達也!!新田と南が急接近!? )                                                           | 2 лютого 1986     |
| 44  | Журнал розслідування Юкі! Де були Мінамі та Тацуя? ' «Yuka no tantei monogatari! Minami to Tatsuya wa doko e yuku » (由加の探偵物語!南と達也はどこへ行く )                                               | 9 лютого 1986     |
| 45  | Піднесення в аси. Мій суперник Уесугі! ' «Ēsu o nerae! Boku ga Uesugi no raibaru da!! » (エースを狙え!僕が上杉のライバルだ!! )                                                                           | 16 лютого 1986    |
| 46  | Правила суперництва! Будь ласка, переверши Уесугі Кадзую! ' «Raibaru sengen! Uesugi Kazuya o koetekure!! » (ライバル宣言!上杉和也を越えてくれ!! )                                                        | 23 лютого 1986    |
| 47  | Протистояння з Суміко! Що? Пітчер Йосіда! ' «Taiketsu Sumikō! E!? Pitchā Yoshida!! » (対決須見工!えッ!?ピッチャー吉田!! )                                                                                | 2 березня 1986    |
| 48  | Нарешті, Уесугі показує справжню силу! Нітта, давай боротися! ' «Tsui ni Uesugi tōjō! Nitta, ore to shōbu da!! » (遂に上杉登場!新田、オレと勝負だ!! )                                                    | 9 березня 1986    |
| 49  | Не здавайся, старший брате! Кошіен вже близько! ' «Dame aniki henjō! Kōshien ga mietekita!! » (ダメ兄貴返上!甲子園が見えてきた!! )                                                                       | 16 березня 1986   |
| 50  | Побачення після школи!? Мінамі та Нітта в ризикованих стосунках! ' «Hōkago dēto!? Minami to Nitta wa abunai kankei!! » (放課後デート!?南と新田は危ない関係!! )                                           | 23 березня 1986   |
| 51  | Неприйнятно!? Мінамі зізнається в коханні Тацуї! ' «Nattoku shinai!? Minami ga Tatsuya ni koibito sengen!! » (納得しない!?南が達也に恋人宣言!! )                                                         | 30 березня 1986   |
| 52  | Любовний трикутник. Ти одне занепокоєння! ' «Koi no sangen chūkei! Jamamono wa omae da!! » (恋の三元中継!ジャマ者はお前だ!! )                                                                            | 6 квітня 1986     |
| 53  | Позашкільні уроки Тацуї... Занадто багато думок про кохання! ' «Tatsuya no kagai jugyō ... Omoisugoshi mo koi no uchi! » (達也の課外授業...思い過ごしも恋の内! )                                         | 13 квітня 1986    |
| 54  | Нарешті, останній шанс потрапити на Кошіен! ' «Dainibu kan: Iyoiyo saigo no Kōshien dazo!! » (いよいよ最後の甲子園だゾ!! )                                                                               | 20 квітня 1986    |
| 55  | Основні моменти: Спогади надто прекрасні... ' «Sōshūhen: Omoide wa utsukushisugite... » (総集編·思い出は美し過ぎて... )                                                                                  | 27 квітня 1986    |
| 56  | Основні моменти: Не здавайся, місце аса для будь-кого! ' «Sōshūhen: Ēsu wa dare ni mo watasanai! » (総集編·エースは誰にも渡さない! )                                                                     | 4 травня 1986     |
| 57  | Поява таємничого тренера! ' «Nazo no shinkantoku ga yattekuru!! » (謎の新監督がやってくる!! ) | 11 травня 1986    |
| 58  | Я Касіваба! Я не люблю розпещених дітей! ' «Ore wa Kashiwaba! Amattare wa yurusanai!! » (オレは柏葉!甘ったれは許さない!! )                                                                               | 18 травня 1986    |
| 59  | Шторм у бейсбольному клубі Мейсей! Ще одна проблема після відходу Мінамі. ' «Arashi no Meisei yakyū-bu! Minami ga satte mata ichinan » (嵐の明青野球部!南が去ってまた一難 )                              | 25 травня 1986    |
| 60  | Бойовий новий тренер! Мінамі все одно найкраща. ' «Shin manejā daikusen! Yappari Minami ga ichiban » (新マネジャー大苦戦!やっぱり南が一番 )                                                              | 1 червня 1986     |
| 61  | Гей, Касіваба! Це боротьба за долю Мінамі! ' «Oi Kashiwaba! Minami o kakete shōbu da!! » (オイ柏葉!南を賭けて勝負だ!! )                                                                                  | 8 червня 1986     |
| 62  | Пара в кольорі сепії! Мінамі та Нітта — приморська історія! ' «Sepia iro no futari! Minami to Nitta no kaigan monogatari » (セピア色の2人!南と新田の海岸物語 )                                           | 15 червня 1986    |
| 63  | Секрет сонцезахисних окулярів! Який Касіваба? ' «Sangurasu no oku no himitsu! Kashiwaba wa nanimono? » (サングラスの奥の秘密!柏葉は何者? )                                                               | 22 червня 1986    |
| 64  | Несправедлива тренувальна гра! Подивимось, наскільки добрий злий тренер. ' «Jingi naki renshū jiai! Oni kantoku no otenami haiken » (仁義なき練習試合!鬼監督のお手並拝見 )                               | 29 червня 1986    |
| 65  | Будь найкращою, Мінамі! Поразки не для тебе! ' «Ganbare Minami. Gibu appu wa niawanai!! » (ガンバレ南!ギブ·アップは似合わない!! )                                                                        | 6 липня 1986      |
| 66  | Мінамі — президент студентської ради?! Наш ідол так чи інакше! ' «Minami ga seito kaichō? Aidoru wa nanika to taihen! » (南が生徒会長?アイドルは何かと大変! )                                            | 13 липня 1986     |
| 67  | Ми прозріли! Правда про особистість тренера Касіваби! ' «Mumu mitekitazo! Kashiwaba kantoku no shōtai!! » (ムムッ見えてきたぞ!柏葉監督の正体! )                                                          | 20 липня 1986     |
| 68  | Стоп, Тацуя! Стратегія силового знайомства Юкі! ' «Sutoppu za Tatsuya! Yuka no muriyari dēto sakusen!! » (ストップ·ザ·達也!由加のむりやりデート作戦!! )                                                  | 27 липня 1986     |
| 69  | Наша мрія — Косіен! Не поспішай з відставкою! ' «Yume wa Kōshien! Taibu todoke wa awatezu ni!! » (夢は甲子園!退部届はあわてずに!! )                                                                      | 3 серпня 1986     |
| 70  | Скоро настане літо! Неприємності залишаються. Як довго це триватиме? ' «Natsu majika! Doko made tsuzuku ochikobore sōdō » (夏まじか!どこまで続く落ちこぼれ騒動 )                                         | 10 серпня 1986    |
| 71  | Початок літнього табору! Злий тренер чекає! ' «Natsu gasshuku totsunyū! Oni kantoku ga matteiru!! » (夏合宿突入!鬼監督が待っている!! )                                                                   | 17 серпня 1986    |
| 72  | Страшніше, ніж демон? Кулінарний табір пані Юка! ' «Oni yori kowai? Ojō-sama Yuka no gasshuku ryōri!! » (鬼より怖い?お嬢様由加の合宿料理!! )                                                             | 24 серпня 1986    |
| 73  | Юка береться за ніж! Шлях до смачної їжі довгий та підступний! ' «Hōchōnin Yuka! Gurume no michi wa kewashiku tōi!! » (包丁人由加!グルメの道は険しく遠い!! )                                             | 31 серпня 1986    |
| 74  | Ось, нарешті, почалася! Велика війна в готуванні між Мінамі та Юкою. ' «Tsui ni kita! Minami to Yuka no kukkingu dai sensō » (遂にきた!南と由加のクッキング大戦争 )                                      | 14 вересня 1986   |
| 75  | Війна в готуванні закінчується!? Секретний інгредієнт спецій Мінамі! ' «Oryōri sōdō kanketsu!? Kakushi aji wa Minami no supaisu » (お料理騒動完結!?隠し味は南のスパイス )                                | 21 вересня 1986   |
| 76  | На конкурсі з гімнастики Мінамі думає про інше! Мінамі чекає на Тацую!? ' «Kinishite shintaisō! Minami wa Tatsuya o matteiru!? » (気にして新体操!南は達也を待っている!? )                                | 28 вересня 1986   |
| 77  | Матчі попереднього турніру оголошені. І нарешті, прийшло справжнє літо!!! ' «Yosen kumiawase kettei! Iyoiyo natsu honban!! » (予選組み合わせ決定!いよいよ夏本番!! )                                      | 5 жовтня 1986     |
| 78  | Основні моменти I: "Асакура Мінамі 18 років! Настав час юності!" ' «Sōshūhen I: Asakura Minami wa 18-sai! Tadaima seishun shinkōkei!! » (総集編·浅倉南18才!ただいま青春進行形!! )                        | 12 жовтня 1986    |
| 79  | Основні моменти II: "Вперед, Мейсей! Ми не боїмося Касівабу." ' «Sōshūhen II: Faito Meisei!! Kashiwaba nanka kowakunai » (総集編·ファイト明青!!柏葉なんか怖くない )                                      | 19 жовтня 1986    |
| 80  | Сьогодні перша гра з відбіркових ігор. Щодо нашого настрою, то ми не маємо наміру нікому програвати! ' «Honjitsu yosen ikkaisen! Yaruki dake wa makenaize!! » (本日予選一回戦!やる気だけは負けないぜ!! ) | 26 жовтня 1986    |
| 81  | Перша гра не проблема! Реальний ворог — Касіваба! ' «Tondemonai ikkaisen! Hontō no teki wa Kashiwaba!? » (とんでもない一回戦!本当の敵は柏葉!? )                                                          | 2 листопада 1986  |
| 82  | Ми побачили це! Великий секрет братів Касіваба! ' «Mietazo! Kashiwaba kyōdai no fukai nazo » (見えたぞ!柏葉兄弟のふかーい謎 )                                                                            | 9 листопада 1986  |
| 83  | Що збираєшся робити в 2-й грі, Тацуя!? Котаро в поганому становищі! ' «Dōsuru Tatsuya nikaisen! Kōtarō dai pinchi!! » (どうする達也二回戦!孝太郎大ピンチ!! )                                             | 16 листопада 1986 |
| 84  | Юкітян у небезпеці! Не наполягай так на побаченні. ' «Yuka-chan kiki ippatsu!! Oshikake dēto mo hodohodo ni » (由加チャン危機一髪!!押しかけデートもほどほどに )                                          | 23 листопада 1986 |
| 85  | Мстива дуель! Тепер він повернувся! ' «Shūnen no taiketsu!? Imagoro aitsuga kamubakku! » (執念の対決!今頃あいつがカムバック! )                                                                           | 30 листопада 1986 |
| 86  | Третя гра: Ми не здамося! Я покажу тобі, яким має бути ас! ' «Makete tamaru ka sankaisen! ēsu no chikara o misete yaru! » (負けてたまるか三回戦!エースの力を見せてやる! )                                | 7 грудня 1986     |
| 87  | Несподівано!? Романтичний Касіваба! Почуття кохання, таке як у Мінамі. ' «Igai!? Kashiwaba romansu! Minami ni niteiru koigokoro » (意外!?柏葉ロマンス!南に似ている恋心 )                                 | 14 грудня 1986    |
| 88  | Це не помста!? Жодних ознак у 4-й грі! ' «Fukushū janai!? Nō sain de yonkaisen! » (復讐じゃない!?NOサインで4回戦!! )                                                                                     | 21 грудня 1986    |
| 89  | Тацуя-Ас? Він відчуває тиск на себе!? ' «Tatsuya wa ēsu? Senaka ni kanjiru puresshā!? » (達也はエース?背中に感じるプレッシャー!? )                                                                       | 28 грудня 1986    |
| 90  | Чвертьфінали! Мейсей проти трьох пітчерів!? ' «Junjun kesshō! Meisei tai pitchā ga sannin!? » (準々決勝!明青VSピッチャーが3人!? )                                                                        | 4 січня 1987      |
| 91  | Головна проблема!? Гра не зовсім закінчена! ' «Ban kuruwase!? Mada mada shōbu wa wakaranai! » (番狂わせ!?まだまだ勝負は判らない! )                                                                       | 11 січня 1987     |
| 92  | Ностальгічні думки! Тацуя пройшов далі, ніж очікувала Мінамі! ' «Setsunai imēji kasanaru ne! Tatsuya wa Minami no yosō ijō! » (せつないイメージ重なるネ!達也は南の予想以上! )                            | 18 січня 1987     |
| 93  | Нарешті!? Порада тренера! Грою керує Касіваба — тренер з травмою минулого! ' «Deta!? Kantoku meirei! Kokoro ni kizu motsu Kashiwaba saihai! » (出た!?監督命令!心に傷持つ柏葉采配! )                      | 25 січня 1987     |
| 94  | Ми в середині півфінальної гри! Чи встановить Таттян рекорд продуктивності? ' «Junkesshō massaichū! Naruka Tatchan daikiroku! » (準決勝真最中!なるかタッちゃん大記録! )                                  | 1 лютого 1987     |
| 95  | Вітаємо з потраплянням у фінал! Наша доля в руках Касіваби! ' «Shuku, kesshō shinshutsu! Unmei wa Kashiwaba no te no naka ni! » (祝·決勝進出!運命は柏葉の手の中に! )                                     | 8 лютого 1987     |
| 96  | Ще один крок до Кошіена! Я хочу, щоб обіцянка Кадзуї збулася! ' «Ato hitotsu de Kōshien! Kanaetai! Kazuya no yakusoku » (あと1つで甲子園!叶えたい!和也の約束 )                                           | 15 лютого 1987    |
| 97  | Вперед, вперед, Мейсей! Гра на шляху до Перемоги! (Початок фінальної гри попереднього турніру) ' «Gō Gō Meisei! Shōri ni mukatte purē bōru! » (GoGo明青!勝利に向かってプレーボール! )                    | 22 лютого 1987    |
| 98  | Хто буде грати у фіналі!? Покажи мені, що можеш, Тацуя! ' «Dare no tame no kesshōsen!? Hontō no Tatsuya o misete! » (誰のための決勝戦!?本当の達也を見せて! )                                             | 1 березня 1987    |
| 99  | Ми в безвихідному становищі!? Чи станеться це, чи ввійде в гру Касіваба? ' «Mō ato ga nai!? Deruka! Kashiwaba sain! » (もう後が無い!?出るか!柏葉サイン! )                                                | 8 березня 1987    |
| 100 | До перемоги, Мейсей! Кошіен нас чекає! ' «Katsuzo Meisei! Kōshien wa oretachi o matteiru! » (勝つぞ明青!甲子園は俺たちを待っている! )                                                                    | 15 березня 1987   |
| 101 | Нова стартова лінія для Тацуї Уесугі та Мінамі Асакури... ' «Atarashii stāto rain, Uesugi Tatsuya wa Asakura Minami o... » (新しいスタートライン·上杉達也は浅倉南を... )                                 | 22 березня 1987   |

## Саундтрек
Музику для аніме-серіалу написав японський композитор Хіроакі Серідзава. Пісні виконали співачка Йосімі Івасакі та гурт «Yumekōjō». У 1985 році сингл «Touch» («Дотик») став головним хітом року, і завоював Золотий приз на 27-й церемонії Japan Record Award. У 1986 році пісня «Юність» (яп. 青春) була обрана до виконання під час параду учасників Національного турніру з бейсболу серед старших шкіл Японії.
- Відкриваючі теми

1—27 серії: «Дотик» («タッチ» Татті) — співачка Йосімі Івасакі
28—56 серії: «Самотня любов» («愛がひとりぼっち» Аі га хіторіботті) — співачка Йосімі Івасакі
57—79 серії: «Жах! Жах! Жах!» («チェッ!チェッ!チェッ!» Тє! Тє! Тє!) — співачка Йосімі Івасакі
80—93 серії: «Самотній дует» («ひとりぼっちのデュエット» Хіторіботті но дюетто) — гурт «Yumekōjō» (夢工場)
94—101 серії: «Історія пристрасті» («情熱物語» Де: нецу моногатарі) — співачка Йосімі Івасакі
- Закриваючі теми

1—27 серії: «Без тебе» («君がいなければ») — співачка Йосімі Івасакі
28—62 серії: «Юність» («青春» Сейсюн) — співачка Йосімі Івасакі
63—79 серії: «Обіцянка» («約束» Якусоку) — співачка Йосімі Івасакі
80—101 серії: «День, коли я тебе залишив» («君をとばした午後» тобасіта гого) — гурт «Yumekōjō» (夢工場)